# Осов (Лельчицкий район)
Осов (бел. Восаў) — деревня в Симоничском сельсовете Лельчицкого района Гомельской области Беларуси.
На востоке граничит с лесом.

## География

### Расположение
В 30 км на северо-запад от Лельчиц, 48 км от железнодорожной станции Муляровка (на линии Лунинец — Калинковичи), 207 км от Гомеля.

### Гидрография
На западе река Свиновод) (приток реки Припять).

## Транспортная сеть
Транспортные связи по местной, затем автомобильной дороге к Лельчицам. Деревянные строения усадебного типа стоящие вдоль реки.

## История
Курганный могильник (38 насыпей), обнаруженный археологами в 3 км на запад от деревни, свидетельствует о деятельности человека в этих местах с давних времён. Согласно письменным источникам известна с начала XIX века. В 1811 году во владении Радзивиллов. В 1850 году в составе поместья Дяковичи. В 1908 году в Лельчицкой волости. В 1931 году жители вступили в колхоз. Во время Великой Отечественной войны в апреле 1943 года оккупанты сожгли деревню и убили 2 жителей. Согласно переписи 1959 года в составе колхоза «Прогресс» (центр — деревня Симоничи).

## Население

### Численность
- 2020 год — 4 хозяйства, 5 жителей.

### Динамика
- 1811 год — 4 двора.
- 1850 год — 7 дворов.
- 1897 год — 11 дворов, 71 житель (согласно переписи).
- 1908 год — 13 дворов, 93 жителя.
- 1940 год — 22 двора, 111 жителей.
- 1959 год — 80 жителей (согласно переписи).
- 2004 год — 9 хозяйств, 17 жителей.